# Nils Olsson (1892–1973)

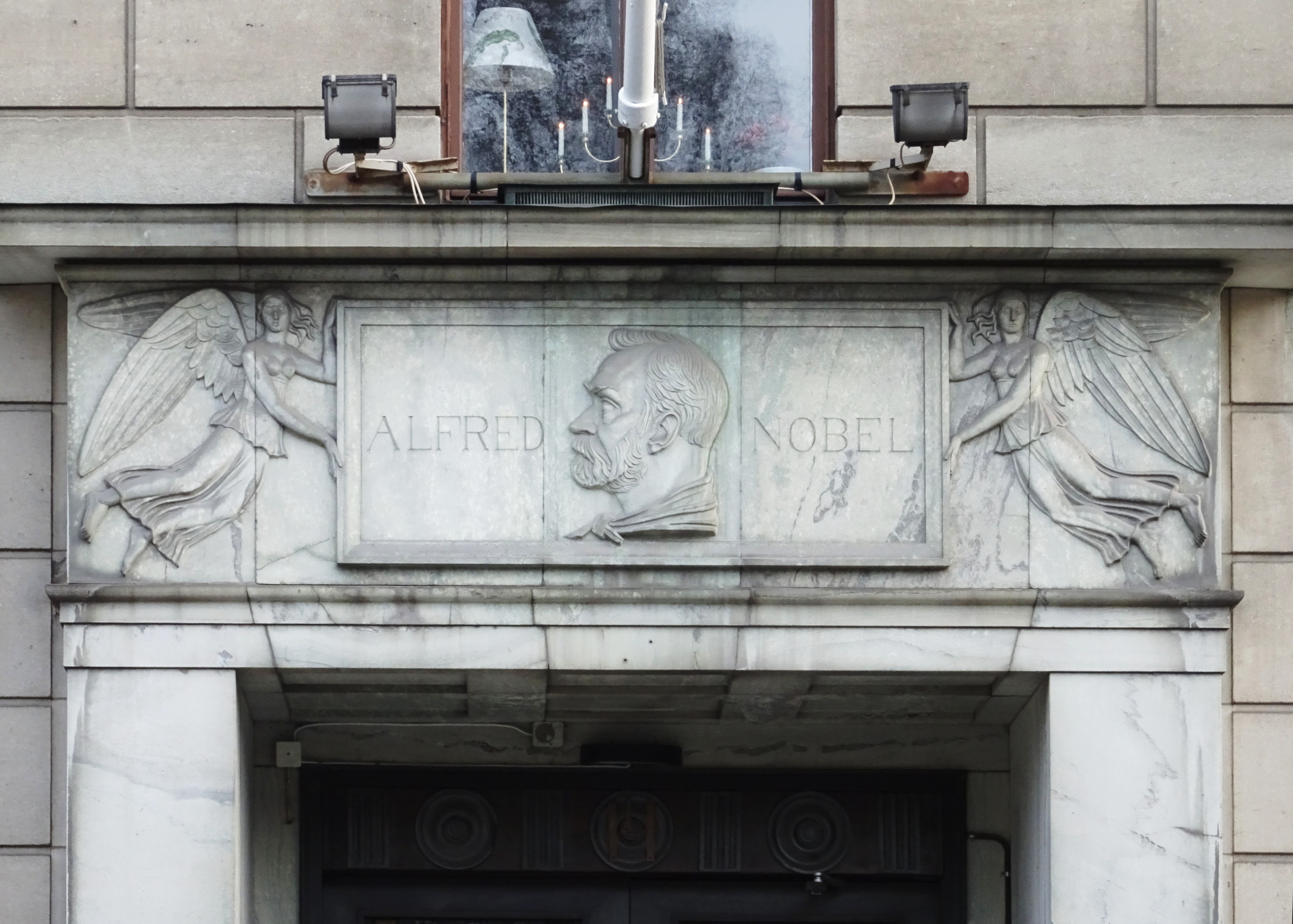
Alfred Nobel, relief av Nils Olsson på portalöverstycket, Nobelstiftelsens hus, Sturegatan 14 i Stockholm.

Nils Olsson, född 26 januari 1892 i Venestad, Träne socken, Kristianstads län, död 1973, var en svensk skulptör.

## Biografi
Nils Olsson var son till trävaruhandlaren Ola Nilsson och Bengta Håkansson. Olsson visade redan i uppväxtåren anlag för träsnideri och vid tjugo års ålder fick han anställning hos bildhuggaren Bredberg i Kristianstad. Vid sidan av sitt arbete studerade han modellering vid Kristianstads tekniska skola. Han anställdes 1913 vid bröderna Larssons stenhuggeri där han under ett par års tid fick en grundlig utbildning i stenhantering. Han studerade vid Tekniska skolan i Stockholm 1915–1920 där han tilldelades ett antal stipendier. Därefter studerade han vid Konsthögskolan 1922–1926 där han tilldelades en kunglig medalj för en skulptural utsmyckning av Stockholms konserthus. Han vistades som statens stipendiat i Rom 1927–1929. Han medverkade i Skandinaviska föreningens utställning i Rom 1929 och i utställningen Exponenterna på Liljevalchs konsthall och i ett flertal utställningar arrangerade av Sveriges allmänna konstförening. Bland hans offentliga arbeten märks utsmyckningar för Grand Hotell i Stockholm, Nobelstiftelsens hus, figurmotivet Kärleksbrevet på Kristinehamns posthus, en minnesvård över greve Raoul Hamilton, krucifix för Träne kyrka och Djurröds kyrka samt medaljer för Vasaloppet. Hans konst består av friskulpturer, reliefer och medaljer. Han är representerad vid Myntkabinettet i Stockholm.